# Dzierżoniów (district)
Dzierżoniów (powiat dzierżoniowski) is een Pools district (powiat) in de Poolse provincie Neder-Silezië. Het district heeft een oppervlakte van 478,72 km² en telt 104.075 inwoners (2014).

## Gemeenten
In het district bevinden zich vier stadsgemeenten, één stads- en landgemeente en twee landgemeenten.
Stadsgemeenten:
- Bielawa (Langenbielau)
- Dzierżoniów (Reichenbach im Eulengebirge)
- Pieszyce (Peterswaldau)
- Piława Górna (Gnadenfrei)

Stads- en landgemeente:
- Niemcza (Nimptsch)

Landgemeenten:
- Dzierżoniowski-land
- Łagiewniki (Heidersdorf)

Stadsdistricten:
Wrocław · Jelenia Góra · Legnica · Wałbrzych

Districten:
Bolesławiec · Dzierżoniów · Głogów · Góra · Jawor · Kamienna Góra · Karkonosze · Kłodzko · Legnica · Lubań · Lubin · Lwówek Śląski · Milicz · Oleśnica · Oława · Polkowice · Środa Śląska · Strzelin · Świdnica · Trzebnica · Wałbrzych · Wołów · Wrocław · Ząbkowice Śląskie · Zgorzelec · Złotoryja

Grootste steden:
Bielawa · Bolesławiec · Dzierżoniów · Głogów · Jelenia Góra · Legnica · Lubin · Oleśnica · Świdnica · Wałbrzych · Wrocław · Zgorzelec